# Жидув (Малопольське воєводство)
Жидув (пол. Żydów) — село в Польщі, у гміні Іґоломія-Вавженьчиці Краківського повіту Малопольського воєводства.
Населення — 191 особа (2011).
У 1975-1998 роках село належало до Краківського воєводства.

## Демографія
Демографічна структура станом на 31 березня 2011 року:
|          | Загалом | Допрацездатний вік | Працездатний вік | Постпрацездатний вік |
| -------- | ------- | ------------------ | ---------------- | -------------------- |
| Чоловіки | 101     | 25                 | 64               | 12                   |
| Жінки    | 90      | 17                 | 51               | 22                   |
| Разом    | 191     | 42                 | 115              | 34                   |